# Naugarder Bahnen
Die  Naugarder Bahnen waren seit dem 1. Januar 1940 ein Teilbetrieb der Pommerschen Landesbahnen und wurden durch das Landesbahnamt Naugard verwaltet.

## Geschichte
Der Landkreis Naugard in Mittelpommern östlich der Oder besaß Ende des 19. Jahrhunderts ein recht weitmaschiges Eisenbahnnetz. Dieses wurde anschließend durch die Strecken von vier Kleinbahngesellschaften verdichtet. Es handelte sich zunächst um Schmalspurbahnen der Saatziger Kleinbahnen, der Regenwalder Kleinbahnen und der Greifenberger Kleinbahnen.
Schließlich ergriff der Landkreis Naugard selbst die Initiative und gründete einen kreiseigenen Bahnbetrieb, an dem auch der Provinzialverband Pommern und der preußische Staat beteiligt waren. Diese Naugarder Kleinbahnen eröffneten normalspurige Bahnstrecken, die von den beiden größten Städten des Kreises in südöstlicher Richtung ausgingen:
Ab 30. August 1902 führte von der Kreishauptstadt Naugard eine 20 km lange Bahn nach Daber Nord und ab 14. Dezember 1903 von Gollnow, das mit über 10.000 Personen etwa doppelt so viele Einwohner zählte wie Naugard, eine zweite Strecke nach der 17 km entfernt gelegenen Kleinstadt Massow, die Sitz eines Amtsgerichtes war.
Der Endpunkt Daber Nord wurde ab 10. Mai 1913 durch ein 1,5 km langes Gleis mit Daber Süd verbunden, wo schon seit 1895/96 die Saatziger und die Regenwalder Kleinbahnen zusammentrafen. So entstand ein Knotenpunkt dreier Kleinbahnen.
Den Betrieb führte zuerst die Preußische Staatsbahn, dann übernahm 1910 der Provinzialverband Pommern diese Aufgabe. Seit 1920 gehörte die Bahn der Vereinigung mittelpommerscher Kleinbahnen GmbH an. 1937 trat an deren Stelle die Landesbahndirektion Pommern bis zur Eingliederung in die Pommerschen Landesbahnen am 1. Januar 1940.
Der Fahrzeugpark umfasste 1939: 5 Dampflokomotiven, 1 Triebwagen, 6 Personen-, 2 Pack- und 33 Güterwagen.

## Strecken
a) Naugard–Daber
| Kilo- meter | Höhe m | Haltestelle                | Haltestelle       | Bemerkung |
| Kilo- meter | Höhe m | deutsch                    | polnisch          | Bemerkung |
| 0,0         |        | Naugard                    | Nowogard          |           |
| 2,5         |        | Wilhelmsfelde (Pommern)    | Radosław          |           |
| 5,7         |        | Jarchlin Mühle             | Jarchliniec       |           |
| 7,2         |        | Jarchlin                   | Jarchlino         |           |
| 10,3        |        | Schloissin                 | Słajsino          |           |
| 12,6        |        | Wussow                     | Osowo             |           |
| 14,3        |        | Wussow Gehege              | Osowo Gaj         |           |
| 16,1        |        | Plantikow                  | Błądkowo          |           |
| 19,6        |        | Daber (Kreis Naugard) Nord | Dobra Północ      |           |
| 21,1        |        | Daber (Kreis Naugard) Süd  | Dobra Nowogardzka |           |

b) Gollnow–Massow
| Kilo- meter | Höhe m | Haltestelle              | Haltestelle  | Bemerkung |
| Kilo- meter | Höhe m | deutsch                  | polnisch     | Bemerkung |
| 0,0         |        | Gollnow Landesbahn       | Goleniów     |           |
| 2,1         |        | Kupferhammer bei Gollnow | Ciechno      |           |
| 4,2         |        | Puddenzig                | Podansko     |           |
| 8,4         |        | Jacobsdorf Gut           | Danowo       |           |
| 11,2        |        | Korkenhagen              | Budzieszowce |           |
| 13,6        |        | Resehl                   | Radzanek     |           |
| 16,5        |        | Massow                   | Maszewo      |           |